# Viola cornuta
Viola cornuta L., è una pianta perenne appartenente alla famiglia Violaceae.

## Descrizione
La pianta sempreverde è originaria dei Pirenei e della Cordillera Cantabria del nord della Spagna e cresce ad un'altitudine di 1.000- 2.300 metri. Cresce fino a 50 cm di altezza. Ha foglie ovali di colore verde. Il fiore è composto da cinque petali.
Questa pianta ha vinto il premio assegnato dalla Royal Horticultural Society chiamato Award of Garden Merit.
Si semina da giugno a ottobre in pieno sole o mezz'ombra e fiorisce da febbraio a giugno, è utilizzata per bordure o aiuole, non necessita di innaffiature frequenti, è pianta rustica.